# جروتاتزولینا
جروتاتزولینا (به ایتالیایی: Grottazzolina) یک کومونه در ایتالیا است که در استان فرمو واقع شده‌است.

## خصوصیات
جروتاتزولینا ۹ کیلومترمربع مساحت و ۳٬۳۷۰ نفر جمعیت دارد و ۲۲۷ متر بالاتر از سطح دریا واقع شده‌است.